# アジズ・ベヒッチ
アジズ・ベヒッチ（トルコ語: Aziz Behiç，1990年12月16日 - ）は、オーストラリア・メルボルン出身のサッカー選手。ポジションはディフェンダー。オーストラリア代表。

## 経歴
2010年1月16日、パース・グローリー戦でメルボルンVデビューを果たす。しかし出場機会はほとんどなく、続くハム・シティFCでもプレー時間は短かった。
2010年7月、メルボルン・シティFCに移籍した。
2013年1月29日、スュペル・リグのブルサスポルに移籍。同年3月11日のフェネルバフチェSK戦でデビューした。2016年3月4日にはブルサスポルと3年契約を結び、更新した。
2018年8月31日、エールディヴィジ・PSVアイントホーフェンに4年契約で移籍した。
2019年5月24日、イスタンブール・バシャクシェヒルFKに移籍することが発表された。

### 代表
2018 FIFAワールドカップを戦うオーストラリア代表の本大会メンバーに選出された。また、AFCアジアカップ2019にも選出された。

## 代表歴

### 出場大会
- オーストラリア代表
  - 2018 FIFAワールドカップ
  - 2022 FIFAワールドカップ

### 試合数
- 国際Aマッチ 63試合 2得点（2012年-）[5]

| オーストラリア代表 | 国際Aマッチ | 国際Aマッチ |
| 年                 | 出場        | 得点        |
| ------------------ | ----------- | ----------- |
| 2012               | 5           | 2           |
| 2013               | 0           | 0           |
| 2014               | 3           | 0           |
| 2015               | 4           | 0           |
| 2016               | 0           | 0           |
| 2017               | 7           | 0           |
| 2018               | 11          | 0           |
| 2019               | 8           | 0           |
| 2020               | 0           | 0           |
| 2021               | 9           | 0           |
| 2022               | 10          | 0           |
| 2023               | 6           | 0           |
| 2024               |             |             |
| 通算               | 63          | 2           |